# Julio María Palleiro
Julio María Palleiro fue un futbolista uruguayo. Era delantero y jugó gran parte de su carrera en México, participando con los equipos Necaxa, Toluca y América.
Llega en 1951 al Necaxa, equipo con el que lograría la mayor parte de sus éxitos; apenas en su tercera campaña, la 1953-54 se proclama como campeón de goleo con 21 goles, repitiendo este título una temporada después con 19 tantos.
En 1956 llega al Toluca, donde tuvo 2 etapas y logró marcar 24 goles, también disputó 2 campeonatos con el América donde marcaría en varias ocasiones, siendo uno de los goleadores del equipo en la temporada 1960-61 con 7 tantos. 
Jugó también en la Liga Española de Fútbol en México, con el Real Madrid y Galicia FC.

## Equipos en México[2]
- 1951-52 Necaxa - 5 goles
- 1953-54 Necaxa - 21 goles
- 1954-55 Necaxa - 19 goles
- 1955-56 Necaxa - 8 goles
- 1956-57 Necaxa - 14 goles
- 1957-58 Toluca - 11 goles
- 1958-59 Toluca - 10 goles
- 1959-60 Toluca - 10 goles
- 1960-61 América - 7 goles